# Antipapa Natálio
Natálio, Natalis ou (em latim) Natalius. Tido como o primeiro bispo contrário à Igreja de Roma (antipapa) (c. 199  -?) durante o pontificado do papa Zeferino.